# 千夜一夜物語 (1969年の映画)
『千夜一夜物語』（せんやいちやものがたり）は、虫プロダクションが製作した劇場用アニメーション映画である。予告編等では「アニメラマ」のキャッチフレーズが付けられた。有名な一大説話集『千夜一夜物語』を自由奔放に翻案し、一人の冒険商人を中心とした一大叙事詩が描かれる。配給は日本ヘラルド映画。封切は1969年6月14日。日本初の大人のためのアニメーション映画である。

## あらすじ
貧乏な水売りアルディンは、バグダッドの奴隷市場で売られている美女ミリアムに魅了され、竜巻のどさくさで彼女を誘拐する。二人は束の間の愛を育み、ミリアムは身ごもるものの、野心的な官吏バドリーが使う40人の盗賊に捕らえられてしまい、バドリーの邸宅で娘ジャリスを出産した直後にミリアムは世を去った。アルディンが拷問を受けていたが脱走してバドリー亭にたどり着いたがミリアムはちょうど亡くなっていた。失意のアルディンは盗賊の娘マーディアと共に女護島に着くと、女であるマーディアは放逐され、アルディンは女性のみの島で快楽の時をすごす。しかし彼女たちの正体は蛇だった。ほうほうのていで島を逃げ出したアルディンは、いろいろな経緯の末に魔人の所有物であった魔法の船を得て、世界の海を渡り歩いて巨万の富を得て大金持ち商人となり船乗りシンドバッドと名乗るようになる。
15年の時が過ぎ、アルディン＝シンドバッドはバグダッドに戻る。同じ頃、ミリアムとアルディンの間に生まれた娘ジャリスの成長した姿もそこにあった。シンドバッドは王位を賭けた財宝比べの勝負でそれまでの王に替わってバグダッドの王となる。王となったシンドバッドは外征や天に達する塔を建築するなど放蕩の限りを尽くし、さらに、自分のハレムに娘ジャリスを迎え入れてしまう。狡猾に王に取り入っていたバドリーはシンドバットとジャリスを近親相姦の罪で告発するが、魔王女ジニーの転機で難を逃れ、また仇敵バドリーはマーディアの弓に倒れる。シンドバッドは結局王位を追われて斬首刑にならんとするまさにその時、塔は倒壊してその隙にバグダッドを脱出する。王の座によっても得るものはなかったと悟ったシンドバッドは、再び元のアルディンに戻って新たな旅に出る。

## 作品概要

### 製作までのいきさつ
漫画家手塚治虫は幼少期からアニメーションに強い興味を持ち、1960年には東映動画の長編第三作である『西遊記』に参画、翌年には虫プロダクションを設立し『鉄腕アトム』『ジャングル大帝』などの黎明期のテレビアニメーションを創出した。また『ある街角の物語』などの大人向けの実験作品を自主製作していた。
1967年秋、当時洋画配給会社であった日本ヘラルドより、手塚に自社製作の作品製作について打診があった。両者により、アニメーション作品にすること、大人ものの、エロチズムを含む大衆娯楽作品とすることとの方針が決定し、企画は手塚側に任された。手塚は、当初ヨハン・ファウストの映像化を企画し、メフィストフェレスを女性とするなどのアイデアも出されたが、同時期に、リチャード・バートン、エリザベス・テイラー主演の『ファウスト悪のたのしみ』が公開されることとなり取り下げられた。他『デカメロン』なども候補にあがったものの、性的表現もあり、かつまた当時翻訳が複数の出版社から出されたこともあって、『千夜一夜物語』を取り上げると決まった。
日本ヘラルドと虫プロとの契約は、最終的に虫プロに過酷なもので1億円の配収でも赤字となる計算であった。これは、虫プロ側が制作費を調達できずヘラルドからの借り入れに頼る必要があったためという。それでも手塚は、この企画にゴーを出した。手塚自身も虫プロのスタッフも乗り気になってこの企画に邁進することになる。

### 脚本・プロット
あらすじにある通り、原案として『千夜一夜物語』を題材としているものの、本来のエピソードを縦断し自由にストーリーを組み立てている。また、本来アラビアンナイトとは関係のない女護ヶ島やバベルの塔のエピソードも組み込まれている。ストーリの骨子は、アルディンという野心ある若者が数々の冒険の結果地位と財産を得るものの結果としてそれらの無常に気づいてすべてを棄ててまた旅立つ、というストーリーにアラビアンナイトの数々のエピソードを絡ませた構成になっている。
プロットは当初手塚が書いたものを、『太陽の王子 ホルスの大冒険』の脚本を同じ時期に書いていた深沢一夫と、東京演劇アンサンブルの熊井宏之が手直しをした。そうしてできた脚本に沿って手塚が絵コンテに書き起こした。その手塚の絵コンテに山本暎一がさらに手を入れて、それを元にしてストーリーボードが組み立てられた。
このような複雑な製作過程を辿ったこと、漫画で多忙な手塚の絵コンテが遅延しがちであったことから、それに続く作画の過程に大幅な遅れを招き、製作の終盤には虫プロスタッフ全員が参加して（もちろん手塚自身も）不眠不休の製作現場となった。また外部の中小アニメ制作会社20社に外注が出された。

### キャラクターデザイン
美術とキャラクターデザインにやなせたかしを推薦したのは、当時虫プロから独立しアートフレッシュを設立していた杉井ギサブローである。杉井は本作のために原画として参加しており「大人のアニメ」であれば、「大人漫画」「ナンセンス漫画」で有名だったやなせがいいと、彼を引き入れたという。やなせは、背景美術の他にもストーリーボードの一部も描き、また一部はそのまま作品中にも流用されている。
また、やなせは本作のキャラクター造形に尽力した。主人公のアルディンは、ジャン・ポール・ベルモンドのイメージに声を当てた青島幸男のイメージを混ぜて組み立てたという。やなせは、キャラごとにイメージカラーを持たせるなどの造形を心がけた。ただ考証については不十分であったと語っている。

### 映像表現
マルチプレーン・カメラによる色彩豊かで立体的なスペクタクルシーンのほか、着色モノクロームのようなシーン、漫画のような平面的な構図、鉛筆画による動画など、シーンごとに毛色が異なる極めて多彩な表現が入り混じった一種独特のスタイルを持っている。これは、山本監督の実験精神と、各シーンを任せた作画担当者の作家性を重視したものである。スプリットスクリーンを用いた印象的なシーンも山本のアイデアである。一部のシーンでは、絵コンテもストーリーボードもない状態で作画を任せていることもある。
また、作画監督の宮本貞雄は、キャラクターごとに担当を決め作画を担当させた。主人公アルディンや敵役のバドリーは宮本自身が、女性キャラは中村和子が、脇役の男性を波多正美が主に作画した。

#### 実写との合成
バグダッドの遠景や、塔の全景などがミニチュアで作られ合成された。製作は平松美術工房。山本監督によると、当初撮影時に通常のライトを当てて撮影したため非常にミニチュア然としたものになってしまい、急遽着色ライトに変更したという。
これ以外にも、砂漠や海の背景が合成素材として用いられたり、また、竜巻のシーンは、洗濯機の渦巻きを撮影し合成した。

#### 性的表現
本作の特徴の一つは大胆な性的表現がアニメーションで表現されている点である。ただし、直接的な描写は少なく、メタモルフォーゼや抽象表現を多用し、またあえてピンクのフィルターをかけるなどして扇情を煽る表現となっている。女護ヶ島におけるシーンは多くを杉井ギサブローが鉛筆で作画している。また、手塚自身の作画シーンもある。

### 音楽
音楽は、ジャングル大帝より手塚と懇意にしていた冨田勲が音楽を担当した。また、主題歌ともいうべき『アルディンのテーマ』を含むBGMの一部は、ロックバンドのザ・ヘルプフル・ソウルが担当。これは、音響監督の田代敦巳の推薦によるもの。テーマソングの印象的なボーカルを務めたチャーリー・コーセイは、この映画が縁となり、のちにテレビアニメ『ルパン三世』の主題歌や劇中歌を歌うことになる。

### 声優
当時としても非常に豪華な声優陣である。主演の青島幸男は放送作家として、マルチタレントとして多忙を極め、また参議院選挙に当選直後であったが、企画を大いに気に入り承諾、熱演している。その他、岸田今日子、芥川比呂志、小池朝雄など、劇団雲のメンバーが脇を固め物語を格調高いものとしている。
また、本作で有名なのは各界著名人による「一言出演」である（キャストの「友情出演」欄を参照）。これは手塚治虫自身の発想で話題を盛り上げ観客動員に貢献したが、決定がクランクアップ直前であり、手塚自身が各出演者の承諾を取るたびに、音響監督の田代がハンディマイクを持って出向き録音したという。
当時の劇場用アニメーションの例に漏れず、本作もプレスコで製作されている。

## 評価
興行成績は、配給収入で2億9000万円と大ヒットとなり、1969年の5位にランクする結果となった。しかし山本暎一曰く、膨れ上がった外注制作費もあり虫プロとしては赤字だったという。さらに、ヒットが続いていたにもかかわらず劇場が石原裕次郎主演の大作『栄光への5000キロ』をブッキングしていたためロードショーが続かなかったことが配収に影響しているという。
本作は公開時にこそ話題になったものの、ヌードや性描写があることからテレビ放送も少なく黙殺されがちであったが、LDやDVDにより比較的安価に視聴できるようになった。また2013年にはBSアニマックスにてノーカット放映された。また、虫プロの一連の実験作品と同列に評価すべきという意見もある。

## 影響
虫プロダクションと日本ヘラルドは、本作の興行的成功に伴い、翌1970年、より大衆娯楽に徹した「アニメラマ」第二作、『クレオパトラ』を製作した。
東映は、本作に便乗した純粋なポルノアニメ映画『㊙劇画 浮世絵千一夜』を1969年10月に公開、また1971年9月には同じ日本ヘラルド映画が谷岡ヤスジ原作の『ヤスジのポルノラマ やっちまえ!!』を公開したが、いずれも満足の行く興行成績を残せなかった。
結果として第三作の『哀しみのベラドンナ』の公開は3年後の1973年に持ち越され、「アニメロマネスク」なるキャッチフレーズで文芸色を狙ったが興行的に惨敗し、虫プロダクション倒産の一因となった。これ以後は劇場用の「大人のためのアニメ」はしばらく製作されなくなる。
アニメーション史研究家の津堅信之は、「もしも虫プロが倒産していなければ、『鉄腕アトム』によってテレビアニメ時代を切り開いたのと同じ構図で、アニメラマ路線が新たなアニメの分野として切り開かれる事になっていたかも知れない」と述べている。

## キャスト
- アルディン（シンドバッド）：青島幸男
- ミリアム、ジャリス：岸田今日子（二役）
- バドリー：芥川比呂志
- マーディア：伊藤幸子
- カマーキム：小池朝雄
- アスラーン：橋爪功
- ジン：三谷昇
- ジニー：加藤治子
- 警察長官：高木均
- 長官の妻：文野朋子
- シャリーマン：内田稔
- 老侍女：新村礼子
- 商船の船長：有馬昌彦
- 商船の水夫長：名古屋章
- 渥美国泰
- スマイリー小原（ノークレジット[10]）
- ほか現代演劇協会”雲””梓”

### 友情出演
- 女奴隷市の野次馬：遠藤周作
- 女奴隷市の野次馬：吉行淳之介
- 女奴隷市の野次馬：北杜夫
- 女奴隷市の野次馬：小松左京
- 女奴隷市の野次馬：筒井康隆
- 元老院議員：大宅壮一[注 5]
- 元老院議員：佐賀潜
- 元老院議員：大森実
- 競馬シーンのダフ屋：大橋巨泉
- 競馬シーンの観客：前田武彦
- 競馬シーンの観客：立川談志
- 競馬シーンの観客：野末陳平
- ヤブ医者：木崎国嘉
- 女護が島の女：安藤孝子

## スタッフ
- 製作：虫プロダクション
- 配給：日本ヘラルド
- 総指揮：手塚治虫
- 監督：山本暎一
- 製作：富岡厚司
- 原作：『千夜一夜物語』より
- 構成脚本：手塚治虫・深沢一夫・熊井宏之
- 構成協力：大宅壮一・北杜夫・小松左京
- 美術・キャラクターデザイン：やなせたかし[注 6]
- 作画監督：宮本貞雄
- 撮影監督：土屋旭
- 実写撮影：脇野良雄
- 特殊撮影：水野寛
- 編集：古川雅士
- 音楽：冨田勲
- 音響監督：田代敦巳（グループ・タック）
- テーマ曲：アルディンのテーマ
  - 演奏:ザ・ヘルプフル・ソウル
  - 歌：チャーリー・コーセイ
- 効果：柏原満
- 企画・原案：古川勝巳[注 7]

## バージョン違い

### 初回公開版[注 8]
前述の通り製作が大幅に遅延したため、劇場公開時に一部の映像が完成しなかった。そのため、現在見られる『完成版』とは異なるバージョンで封切直後は公開され、その後漸次差し替えられた。現在見られるバージョンとは以下の点で異なり、また上映時間も若干短かったと思われる。このバージョンは、状態の悪いプリントが現存している。
- 冒頭に当時のヘラルド社長古川勝巳の名前が入る
- タイトルバックの文字が背景の絨毯模様と被って見難い。フォントも異なる。
- 女護ヶ島でアルディンと女王以外が絡むシーンがない
- 「15年後」のテロップの入り方が違う
- ジャリスの馬での疾走シーンにおける処理の差異
- 塔の崩壊シーンで欠落や彩色がない部分がある
- 一部彩色が間に合わず線画になったり、彩色ミスがある。音楽の入れ方も一部異なる。

### 映倫によるカット
本作品は、当初2時間23分で完成したものの、映倫の指摘により2時間8分に短縮編集して公開されたという。
山本監督へのインタビューによると、カットされたのは
- バドリーと女性のSMプレイ
- 女護ヶ島の性交シークエンス

だというが、山本の記憶では15分ものカットを行った記憶はないとの事。また、カットされたシーンを復活させた事もないとの事なので、このバージョンを現在観る事は不可能である。

## 映像ソフト化
- 1980年代初頭に、株式会社ポニーから、VHS版、β版が発売された。パッケージに記されたタイトルは『長編アニメーションシリーズ 千夜一夜物語 Arabian Nights』。97分の短縮版。スタンダードトリミング版
- 同時期にVHDソフトとして発売。こちらには131分と記載されている。スタンダードトリミング版。
- 1986年にレーザーディスクソフトが発売。128分と記載[注 9]。ノートリミングシネマスコープ版。副音声に、山本暎一、やなせたかし、宮本貞雄、富岡厚司のオーディオコメンタリーを収録[13]。
- 2004年に、『哀しみのベラドンナ』『クレオパトラ』とともに3枚組DVD『虫プロ・アニメラマ DVD-BOX』としてリリースされた。収録時間130分。副音声にはLD版と同じ座談会が入り、さらに特典映像として、予告編と前述の「初回公開版」の一部、英語版の一部、英語予告編が収録されている。2006年には単体でも発売。

## その他エピソード
- 主人公アルディンの声は、市川染五郎や堺正章も候補となっていた[4]。
- 山本監督が、青島幸男に出演交渉に出向いた先は議員会館の執務室で、その本棚には、漫画が数冊並んでいるだけだったという。青島はシナリオを一読し、濡れ場の多さから即座に出演を承諾したものの、その直後アニメだと気付き落胆したというが、芸達者な劇団雲の面々に対して堂々たる演技を見せつけた[4]。
- 宝比べの最後、空飛ぶ馬との競争シーンは大塚康生が作画しているが、他社との契約の関係でノンクレジットである[4]。
- バドリーのデザインは、やなせたかし曰くデビッド・ニーブンを参考にしている[4]。

## ネット配信
- 登録者30万人突破を記念して、YouTube「手塚プロダクション公式チャンネル」の2024年5月3日20:00 - 同年6月3日14:00（JST）で無料配信が行われている。